# Lagehoek
Lagehoek (West-Fries: Leigehorn) is een buurtschap in de gemeente Opmeer, in de Nederlandse provincie Noord-Holland.
Het is gelegen in de polder De Lage Hoek, waar het dus ook de plaatsnaam heeft van ontleend. De buurtschap en polder zijn gelegen ten westen van het dorp Opmeer. Een deel van de polder is een natuurreservaat dat eigendorm is van Landschap Noord-Holland. Ook de rest van de polder waarin ook de buurtschap is gelegen heeft een natuurfunctie naast een agrarische.
De buurtschap valt formeel ook onder het dorp Opmeer.
Dorpen: Aartswoud · De Weere · Hoogwoud · Opmeer · Spanbroek · Wadway (deels)

Woonplaatsen: Gouwe · Zandwerven     
Buurtschappen: Abbekerkeweere · De Kaag · De Kolk · De Snip · Harderwijk · Lagehoek · Langereis (deels) · Paradijs

Noord-Holland: Steden en dorpen in Noord-Holland      Nederland: Provincies · Gemeenten